# Kvalifikace na Mistrovství Evropy ve fotbale 2024 – skupina E
Skupina E kvalifikace na mistrovství Evropy ve fotbale 2024 byla jednou z 10 kvalifikačních skupin na tento šampionát. Přímý postup na závěrečný turnaj si zajistily první 2 týmy. Na rozdíl od předchozích evropských kvalifikací do baráže nepostoupily týmy na základě pořadí v kvalifikační skupině, ale podle konečného žebříčku v jednotlivých skupinách (ligách A–D) Ligy národů UEFA 2022/2023.

## Výsledky
| Legenda                                                                         |
| ------------------------------------------------------------------------------- |
| Vítěz skupiny a druhý v pořadí postupující přímo na šampionát                   |
| Týmy postupující do baráže o účast na šampionátu                                |
| V křížové tabulce vpravo je domácí tým v levém sloupci, hostující v horní řadě. |

### Tabulka
| Tým             | Z | V | R | P | VG | IG | +/- | B  |
| --------------- | - | - | - | - | -- | -- | --- | -- |
| Albánie         | 8 | 4 | 3 | 1 | 12 | 4  | +8  | 15 |
| Česko           | 8 | 4 | 3 | 1 | 12 | 6  | +6  | 15 |
| Polsko          | 8 | 3 | 2 | 3 | 10 | 10 | 0   | 11 |
| Moldavsko       | 8 | 2 | 4 | 2 | 7  | 10 | -3  | 10 |
| Faerské ostrovy | 8 | 0 | 2 | 6 | 2  | 13 | -11 | 2  |

|                 | Albánie | Česko | Polsko | Moldavsko | Faerské ostrovy |
| --------------- | ------- | ----- | ------ | --------- | --------------- |
| Albánie         | —       | 3:0   | 2:0    | 2:0       | 0:0             |
| Česko           | 1:1     | —     | 3:1    | 3:0       | 1:0             |
| Polsko          | 1:0     | 1:1   | —      | 1:1       | 2:0             |
| Moldavsko       | 1:1     | 0:0   | 3:2    | —         | 1:1             |
| Faerské ostrovy | 1:3     | 0:3   | 0:2    | 0:1       | —               |

## Zápasy
Zápasy byly potvrzeny UEFOU 10. října 2022, den po losu skupin. Časy jsou uvedeny v SEČ a SELČ (lokální časy, pokud jsou odlišné, v závorkách).
| 24. března 2023 20:45            |        |               |                                                                       |
| Česko                            | 3 : 1  | Polsko        | Fortuna Arena, Praha diváci: 19 045 rozhodčí: Anastasios Sidiropoulos |
| Krejčí 1' Čvančara 3' Kuchta 64' | Zpráva | 87' Szymański | Fortuna Arena, Praha diváci: 19 045 rozhodčí: Anastasios Sidiropoulos |

| 24. března 2023 20:45 (21:45 UTC+2) |        |                 |                                                              |
| Moldavsko                           | 1 : 1  | Faerské ostrovy | Stadionul Zimbru, Kišiněv diváci: 4 732 rozhodčí: Nick Walsh |
| Nicolaescu 87' (pen.)               | Zpráva | 27' Mikkelsen   | Stadionul Zimbru, Kišiněv diváci: 4 732 rozhodčí: Nick Walsh |

| 27. března 2023 20:45 (21:45 UTC+2) |        |       |                                                                   |
| Moldavsko                           | 0 : 0  | Česko | Stadionul Zimbru, Kišiněv diváci: 5 120 rozhodčí: Daniel Schlager |
|                                     | Zpráva |       | Stadionul Zimbru, Kišiněv diváci: 5 120 rozhodčí: Daniel Schlager |

| 27. března 2023 20:45 |        |         |                                                                  |
| Polsko                | 1 : 0  | Albánie | Stadion Narodowy, Varšava diváci: 56 227 rozhodčí: Slavko Vinčić |
| Świderski 41'         | Zpráva |         | Stadion Narodowy, Varšava diváci: 56 227 rozhodčí: Slavko Vinčić |

| 17. června 2023 20:45 |        |           |                                                                |
| Albánie               | 2 : 0  | Moldavsko | Arena Kombëtare, Tirana diváci: 20 944 rozhodčí: Dennis Higler |
| Asani 52' Bajrami 76' | Zpráva |           | Arena Kombëtare, Tirana diváci: 20 944 rozhodčí: Dennis Higler |

| 17. června 2023 20:45 (19:45 UTC+1) |        |                           |                                                             |
| Faerské ostrovy                     | 0 : 3  | Česko                     | Tórsvøllur, Tórshavn diváci: 2 232 rozhodčí: Arda Kardeşler |
|                                     | Zpráva | Krejčí 15' Černý 44', 75' | Tórsvøllur, Tórshavn diváci: 2 232 rozhodčí: Arda Kardeşler |

| 20. června 2023 20:45 (19:45 UTC+1) |        |                                    |                                                                     |
| Faerské ostrovy                     | 1 : 3  | Albánie                            | Tórsvøllur, Tórshavn diváci: 2 507 rozhodčí: Chrysovalantis Theouli |
| Færø 45+1'                          | Zpráva | 20' Bajrami 51' Asllani 90+1' Muçi | Tórsvøllur, Tórshavn diváci: 2 507 rozhodčí: Chrysovalantis Theouli |

| 20. června 2023 20:45 (21:45 UTC+3) |        |                           |                                                               |
| Moldavsko                           | 3 : 2  | Polsko                    | Stadionul Zimbru, Kišiněv diváci: 9 442 rozhodčí: Filip Glova |
| Nicolaescu 48', 79' Baboglo 85'     | Zpráva | 12' Milik 34' Lewandowski | Stadionul Zimbru, Kišiněv diváci: 9 442 rozhodčí: Filip Glova |

| 7. září 2023 20:45          |        |                 |                                                                |
| Polsko                      | 2 : 0  | Faerské ostrovy | Stadion Narodowy, Varšava diváci: 54 129 rozhodčí: David Šmajc |
| Lewandowski 73' (pen.), 83' | Zpráva |                 | Stadion Narodowy, Varšava diváci: 54 129 rozhodčí: David Šmajc |

| 7. září 2023 20:45 |        |             |                                                              |
| Česko              | 1 : 1  | Albánie     | Fortuna Arena, Praha diváci: 18 641 rozhodčí: Anthony Taylor |
| Černý 56'          | Zpráva | 66' Bajrami | Fortuna Arena, Praha diváci: 18 641 rozhodčí: Anthony Taylor |

| 10. září 2023 18:00 (17:00 UTC+1) |        |           |                                                               |
| Faerské ostrovy                   | 0 : 1  | Moldavsko | Tórsvøllur, Tórshavn diváci: 2 710 rozhodčí: Vassilios Fotias |
|                                   | Zpráva | 53' Rață  | Tórsvøllur, Tórshavn diváci: 2 710 rozhodčí: Vassilios Fotias |

| 10. září 2023 20:45 |        |        |                                                                              |
| Albánie             | 2 : 0  | Polsko | Arena Kombëtare, Tirana diváci: 21 900 rozhodčí: José María Sánchez Martínez |
| Asani 37' Daku 62'  | Zpráva |        | Arena Kombëtare, Tirana diváci: 21 900 rozhodčí: José María Sánchez Martínez |

| 12. října 2023 20:45     |        |       |                                                                 |
| Albánie                  | 3 : 0  | Česko | Arena Kombëtare, Tirana diváci: 20 917 rozhodčí: Danny Makkelie |
| Asani 9' Seferi 51', 73' | Zpráva |       | Arena Kombëtare, Tirana diváci: 20 917 rozhodčí: Danny Makkelie |

| 12. října 2023 20:45 (19:45 UTC+1) |        |                           |                                                              |
| Faerské ostrovy                    | 0 : 2  | Polsko                    | Tórsvøllur, Tórshavn diváci: 3 220 rozhodčí: Allard Lindhout |
|                                    | Zpráva | 4' S. Szymański 65' Buksa | Tórsvøllur, Tórshavn diváci: 3 220 rozhodčí: Allard Lindhout |

| 15. října 2023 18:00 |        |                 |                                                         |
| Česko                | 1 : 0  | Faerské ostrovy | Doosan Arena, Plzeň diváci: 9 115 rozhodčí: Rohit Saggi |
| Souček 76' (pen.)    | Zpráva |                 | Doosan Arena, Plzeň diváci: 9 115 rozhodčí: Rohit Saggi |

| 15. října 2023 20:45 |        |                |                                                                      |
| Polsko               | 1 : 1  | Moldavsko      | Stadion Narodowy, Varšava diváci: 51 672 rozhodčí: Artur Soares Dias |
| Świderski 53'        | Zpráva | 26' Nicolaescu | Stadion Narodowy, Varšava diváci: 51 672 rozhodčí: Artur Soares Dias |

| 17. listopadu 2023 20:45 (21:45 UTC+2) |        |                       |                                                                 |
| Moldavsko                              | 1 : 1  | Albánie               | Stadionul Zimbru, Kišiněv diváci: 9 537 rozhodčí: Willie Collum |
| Baboglo 87'                            | Zpráva | 25' (pen.) Cikalleshi | Stadionul Zimbru, Kišiněv diváci: 9 537 rozhodčí: Willie Collum |

| 17. listopadu 2023 20:45 |        |            |                                                                   |
| Polsko                   | 1 : 1  | Česko      | Stadion Narodowy, Varšava diváci: 56 310 rozhodčí: Daniele Orsato |
| Piotrowski 38'           | Zpráva | 49' Souček | Stadion Narodowy, Varšava diváci: 56 310 rozhodčí: Daniele Orsato |

| 20. listopadu 2023 20:45 |        |                 |                                                                 |
| Albánie                  | 0 : 0  | Faerské ostrovy | Arena Kombëtare, Tirana diváci: 21 456 rozhodčí: Sven Jablonski |
|                          | Zpráva |                 | Arena Kombëtare, Tirana diváci: 21 456 rozhodčí: Sven Jablonski |

| 20. listopadu 2023 20:45         |        |           |                                                                 |
| Česko                            | 3 : 0  | Moldavsko | Andrův stadion, Olomouc diváci: 11 653 rozhodčí: Sandro Schärer |
| Douděra 14' Chorý 72' Souček 90' | Zpráva |           | Andrův stadion, Olomouc diváci: 11 653 rozhodčí: Sandro Schärer |

## Disciplína
Hráč byl automaticky suspendován pro další zápas za následující přečiny:
- Obdržení červené karty (červená karta mohla být udělena pro různé přečiny)
- Obdržení třech žlutých karet ve třech různých zápasech, stejně tak pátá žlutá karta a dvě žluté karty v jednom zápase (suspendace nebyly přenášeny do baráže, závěrečného turnaje a následujících mezinárodních zápasů)

Následující suspendace byly uděleny při následujících kvalifikačních zápasech:
| Tým             | Hráč          | Suspendace                     | Suspendován pro zápas(y)          |
| --------------- | ------------- | ------------------------------ | --------------------------------- |
| Česko           | Mojmír Chytil | proti Albánii (12. října 2023) | proti Polsku (17. listopadu 2023) |
| Faerské ostrovy | Hørður Askham | proti Polsku (12. října 2023)  | proti Česku (17. listopadu 2023)  |